# Obalečovití
Obalečovití (Tortricidae) je čeleď malých motýlů.
Zástupci obalečovitých mají šestinohé housenky. Housenky s vlastností předení žijí většinou mezi listy a jehlicemi, v pupenech a plodech nebo ve dřeni. Motýli této čeledi létají zpravidla za šera.

## Hlavní druhy
- Obaleč dubový (Tortrix viridana) je velký škůdce na dubu. Housenky se na jaře zavrtávají do rašících pupenů později žijí volně mezi listy, které okusují a spřádají. Housenky se zakuklují koncem května, většinou uvnitř listového svitku. Generace je jednoletá. Přezimují vajíčka.
- Obaleč jablečný (Cydia pomonella)
- Obaleč modřínový (Zeiraphera diniana) - škůdce na modřínu a smrku. Jako kalamitní škůdce v letech 1925-1932 a 1965-1970[1] v Krušných horách (kalamita i v Sasku). V letech 1979–1983 postihl Krkonoše a Jizerské hory.[2]
- Obaleč ovocný (Pandemis heparana)
- Obaleč prýtový (Rhyacionia buoliana)
- Obaleč přeslenový (Cydia pactolana), motýl klade vajíčka na kmen mezi přesleny pěti až dvacetiletýchoslabených smrků. Housenky se líhnou v červnu, červenci a zavrtávají se do kůry. Další rok hlodají v běli. Pak se kuklí. Generace je jednoduchá, zimuje housenka.
- Obaleč smrkový (Epinotia tedella)
- Obaleč zimolezový (Adoxophyes orana)